# Željeznice Federacije Bosne i Hercegovine
Željeznice Federacije Bosne i Hercegovine (en castellano: «Ferrocarriles de la Federación de Bosnia y Herzegovina», abreviado ŽFBH) es la empresa estatal de transporte ferroviario de la Federación de Bosnia y Herzegovina, una de las dos compañías ferroviarias que existen en Bosnia y Herzegovina —la otra es ŽRS, de la Republika Srpska—. La compañía opera 608 kilómetros de vías y su sede está en Sarajevo.

## Historia
Su antecesora fue Ferrocarriles Yugoslavos (JŽ), que desapareció durante la desmembración de Yugoslavia. La compañía, de propiedad pública del gobierno de la Federación de Bosnia y Herzegovina, fue fundada en 2001 por la fusión de algunas empresas públicas con la empresa ŽHB (Željeznice Herceg-Bosne). El ancho de vía es estrecha por 540 kilómetros. Los otros 68 kilómetros utilizan un ancho mixto: el estrecho y la estándar (1.435 mm). Después de una extensa rehabilitación, más del 85 por ciento de la red está clasificado como D4 en términos de categorías de carga UIC, permitiendo cargas máximas de 22,5 toneladas por eje, o 8,0 toneladas por metro lineal.
ŽFBH gestiona el transporte público de pasajeros de tráfico ferroviario nacional e internacional, el transporte público de mercancías en transporte ferroviario nacional e internacional y el transporte combinado, mantenimiento, reconstrucción, modernización, construcción de vagones y otros equipos necesarios para ofrecer los servicios de transporte, mantenimiento, remolque, modernización y desarrollo de la infraestructura, su organización y la seguridad del transporte ferroviario.

## Material rodante
| Modelo           | Tipo                            | Imagen |
| ---------------- | ------------------------------- | ------ |
| JŽ serie 441     | Locomotora eléctrica            |        |
| HŽ serie 6111    | Unidad eléctrica múltiple (EMU) |        |
| EMD G16          | Locomotora diesel               |        |
| V 100 (ŽFBH 212) | Locomotora diesel               |        |
| Končar EMV       | Locomotora eléctrica            |        |
| Talgo            | Tren de pasajeros               |        |